# كرة الفيفا الذهبية 2013
كرة الفيفا الذهبية 2013 هي جائزة فردية عالمية تمنح لأفضل لاعب كرة قدم في سنة 2013. تعتبر جائزة هذه السنة هي النسخة الثامنة والخمسين لجائزة الكرة الذهبية التي بدأت سنة 1956 والتي كانت تمنح من مجلة فرانس فوتبول، بينما هي النسخة الرابعة من كرة الفيفا الذهبية التي هي نتيجة اندماج الجائزة التي تقدمها فرانس فوتبول والفيفا سنة 2010.

أسماء المرشحين ال23 تم إعلانهم في 29 أكتوبر 2013، بينما الإعلان عن الخمسة المرشحين النهائيين في 9 ديسمبر، في حين كان حفل الإعلان عن أفضل لاعب في العالم في 13 يناير 2014.

هذه تعبر أول مرة في تاريخ الجائزة يتم فيها تحديد خمسة مرشحين بدلا من ثلاثة في النهائي.

وكذلك توزع في حفل الجائزة عدة جوائز أخرى كأفضل هدف وأفضل 11 لاعب وجائزة اللعب النظيف وأفضل مدرب وغيرها.

فاز بالكرة الذهبية لسنة 2013 لاعب ريال مدريد البرتغالي كريستيانو رونالدو للمرة الثانيه في تاريخه.

## الكرة الذهبية للرجال
تم الإعلان عن الفائزين أثناء حفل الفيفا المقام في زيورخ (سويسرا) في 13 يناير 2014.
| الرتبة | اللاعب            | الفريق       | نسبة التصويت |
| ------ | ----------------- | ------------ | ------------ |
| 1      | كريستيانو رونالدو | ريال مدريد   | 27,99%       |
| 2      | ليونيل ميسي       | برشلونة      | 24,72%       |
| 3      | فرانك ريبيري      | بايرن ميونيخ | 23,39%       |

تم الإعلان عن قائمة المرشحين من قبل الفيفا في 29 أكتوبر 2013  وهم:
| الاعب               | الفريق في 2013           |
| ------------------- | ------------------------ |
| غاريث بيل           | توتنهام وريال مدريد      |
| إدينسون كافاني      | نابولي وباريس سان جيرمان |
| راداميل فالكاو      | أتلتيكو مدريد وموناكو    |
| إدين هازارد         | تشيلسي                   |
| زلاتان إبراهيموفيتش | باريس سان جيرمان         |
| أندريس إنييستا      | برشلونة                  |
| فيليب لام           | بايرن ميونخ              |
| روبرت ليفاندوفسكي   | بوروسيا دورتموند         |
| ليونيل ميسي         | برشلونة                  |
| توماس مولر          | بايرن ميونخ              |
| نيمار               | سانتوس وبرشلونة          |
| مانويل نوير         | بايرن ميونخ              |
| مسعود أوزيل         | ريال مدريد وآرسنال       |
| أندريا بيرلو        | يوفنتوس                  |
| فرانك ريبيري        | بايرن ميونخ              |
| آريين روبن          | بايرن ميونخ              |
| كريستيانو رونالدو   | ريال مدريد               |
| باستيان شفاينشتايغر | بايرن ميونخ              |
| لويس سواريز         | ليفربول                  |
| تياغو سيلفا         | باريس سان جيرمان         |
| يحيى توريه          | مانشستر سيتي             |
| روبين فان بيرسي     | مانشستر يونايتد          |
| تشافي هيرنانديز     | برشلونة                  |

## الكرة الذهبية للسيدات
| الرتبة | اللاعب       | الفريق             | نسبة التصويت |
| ------ | ------------ | ------------------ | ------------ |
| 1      | نادين آنجرير | بريزبان رور        |              |
| 2      | مارتا        | تايرزو أف أف       |              |
| 3      | آبي وامباك   | وسترن نيويورك فلاش |              |

## كرة الفيفا الذهبية - جائزة الشرف
تعتبر هذه الجائزة هي إضافة خاصة لهذه السنة ومنحت خصيصا للجوهرة السوداء وملك كرة القدم اللاعب البرازيلي السابق بيليه.

## مدرب السنة لكرة القدم رجال
| الرتبة | اللاعب        | الفريق           | نسبة التصويت |
| ------ | ------------- | ---------------- | ------------ |
| 1      | يوب هاينكس    | بايرن ميونخ      |              |
| 2      | أليكس فيرغسون | مانشستر يونايتد  |              |
| 3      | يورغن كلوب    | بوروسيا دورتموند |              |

تم الإعلان عن قائمة المرشحين لأفضل مدرب لسنة 2013 في 29 أكتوبر 2013  وهم:
| المدرب             | النادي/المنتخب               |
| ------------------ | ---------------------------- |
| كارلو أنشيلوتي     | باريس سان جيرمان وريال مدريد |
| رافاييل بينيتز     | تشيلسي ونابولي               |
| أنطونيو كونتي      | يوفنتوس                      |
| فيسنتي ديل بوسكي   | منتخب إسبانيا                |
| أليكس فيرغسون      | مانشستر يونايتد              |
| يوب هاينكس         | بايرن ميونخ                  |
| يورغن كلوب         | بوروسيا دورتموند             |
| جوزيه مورينيو      | ريال مدريد وتشيلسي           |
| لويس فيليب سكولاري | منتخب البرازيل               |
| أرسين فينغر        | آرسنال                       |

## مدرب السنة لكرة القدم سيدات
| الرتبة | اللاعب       | الفريق                | نسبة التصويت |
| ------ | ------------ | --------------------- | ------------ |
| 1      | سيلفيا نايد  | منتخب ألمانيا للسيدات |              |
| 2      | رالف كيلرمان | في أف أل فولفسبورغ    |              |
| 3      | بيا ساندهاج  | منتخب السويد للسيدات  |              |

## فريق الفيفا/فيفبرو

تشكيلة الفيفا للموسم 2012/2013.

آخر تحديث:14 جانفي 2014

| المركز | الاعب               | الجنسية   | النادي           |
| ------ | ------------------- | --------- | ---------------- |
| GK     | مانويل نوير         | ألمانيا   | بايرن ميونخ      |
| DF     | فيليب لام           | ألمانيا   | بايرن ميونخ      |
| DF     | سيرجيو راموس        | إسبانيا   | ريال مدريد       |
| DF     | تياغو سيلفا         | البرازيل  | باريس سان جيرمان |
| DF     | دانييل ألفيس        | البرازيل  | برشلونة          |
| MF     | أندريس أنييستا      | إسبانيا   | برشلونة          |
| MF     | تشافي هيرنانديز     | إسبانيا   | برشلونة          |
| MF     | فرانك ريبيري        | فرنسا     | بايرن ميونخ      |
| FW     | كريستيانو رونالدو   | البرتغال  | ريال مدريد       |
| FW     | زلاتان إبراهيموفيتش | السويد    | باريس سان جيرمان |
| FW     | ليونيل ميسي         | الأرجنتين | برشلونة          |

## جائزة بوشكاش لأفضل هدف
تم الإعلان عن الفائزين في حفل الفيفا المقام في زيورخ (سويسرا) في 13 يناير 2014.
| الرتبة | اللاعب              | النادي/المنتخب الوطني | الخصم (الفريق الذي سجل فيه الهدف) | نسبة التصويت |
| ------ | ------------------- | --------------------- | --------------------------------- | ------------ |
| 1      | زلاتان إبراهيموفيتش | منتخب السويد          | منتخب إنجلترا                     | 48,7%        |
| 2      | نيمانيا ماتيتش      | بنفيكا                | بورتو                             | 30,8%        |
| 3      | نيمار               | منتخب البرازيل        | منتخب اليابان                     | 20,5%        |

تم الإعلان عن القائمة النهائية للأهداف المرشحة في أواخر سنة 2013 لعرضها على المصوتين.
| اللاعب               | النادي/المنتخب الوطني | الخصم (الفريق الذي سجل فيه الهدف) | الهدف     |
| -------------------- | --------------------- | --------------------------------- | --------- |
| بيتر أنكرسن          | ايسبيرج أف بي         | أي جي أف آرهوس                    | الهدف هنا |
| ليزا دو فانا         | سكاي بلو              | بوسطن بريكيرز                     | الهدف هنا |
| أنتونيو دي ناتالي    | أودينيزي              | كييفو فيرونا                      | الهدف هنا |
| زلاتان إبراهيموفيتش  | منتخب السويد          | منتخب إنجلترا                     | الهدف هنا |
| باناجيتوس كونيه      | بولونيا               | نابولي                            | الهدف هنا |
| دانيال لودوينيا      | باتشوكا               | تغريز أونال                       | الهدف هنا |
| نيمانيا ماتيتش       | بنفيكا                | بورتو                             | الهدف هنا |
| لويزا نسيب           | أولمبيك ليون          | سانت إيتيان                       | الهدف هنا |
| نيمار                | منتخب البرازيل        | منتخب اليابان                     | الهدف هنا |
| خوان مانويل أوليفيرا | ناوتيكو               | ريسيفي                            | الهدف هنا |

## جائزة الفيفا للعب النظيف
قدمت هذه الجائزة إلى:
- الاتحاد الأفغاني لكرة القدم.

## الجائزة الرئاسية
تقدم هذه الجائزة الرئاسية من قبل رئيس الفيفا جوزيف بلاتر إلى شخصية أو هيئة ساهمت اللعبة بطريقة أو بأخرى، وقدمت هذه السنة ل:
- جاك روج: لاعب سباق القوارب الشراعية واتحاد الرغبي سابق. رئيس اللجنة الأولمبية الدولية من 2001 حتى 2013.

## معرض صور

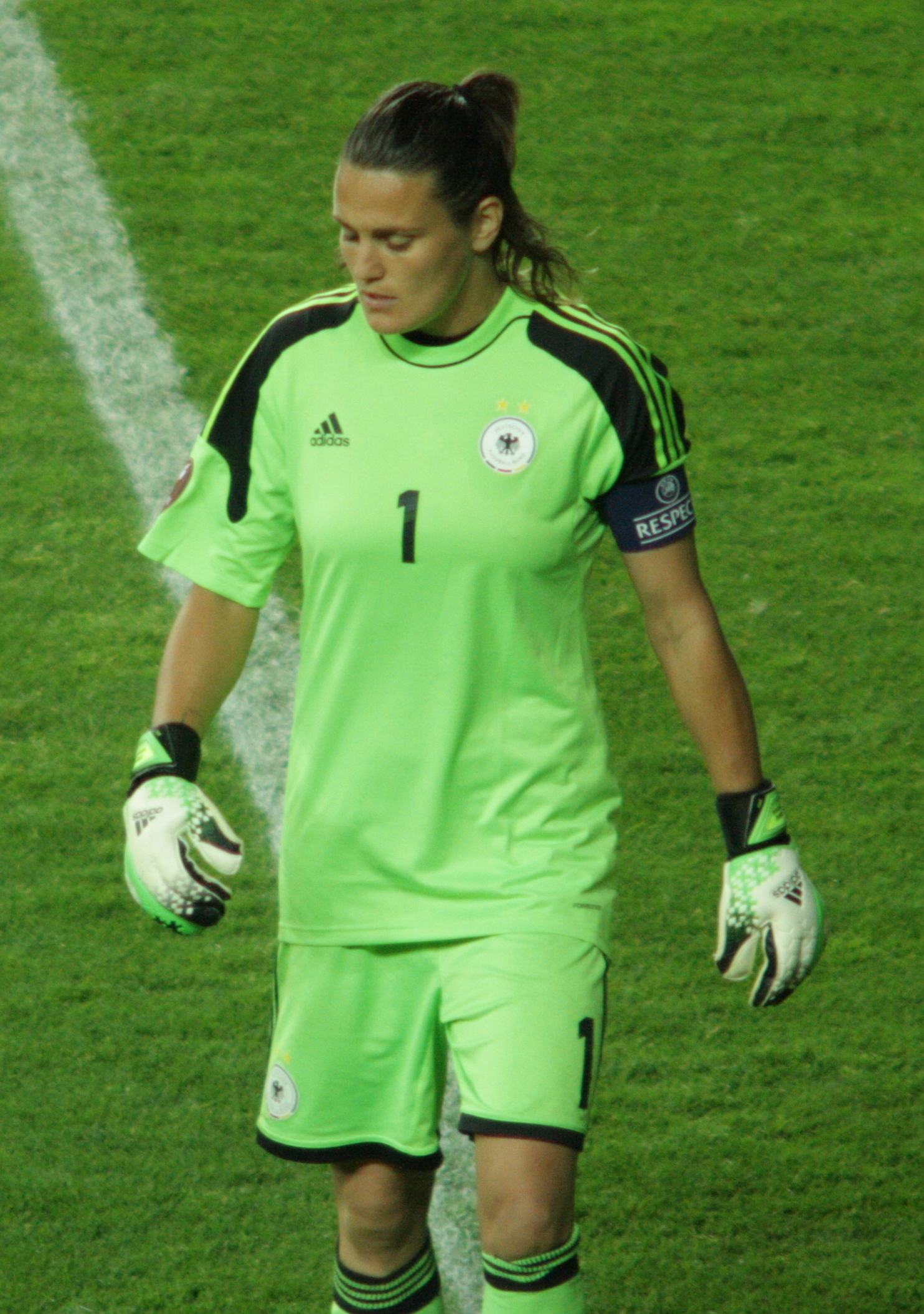
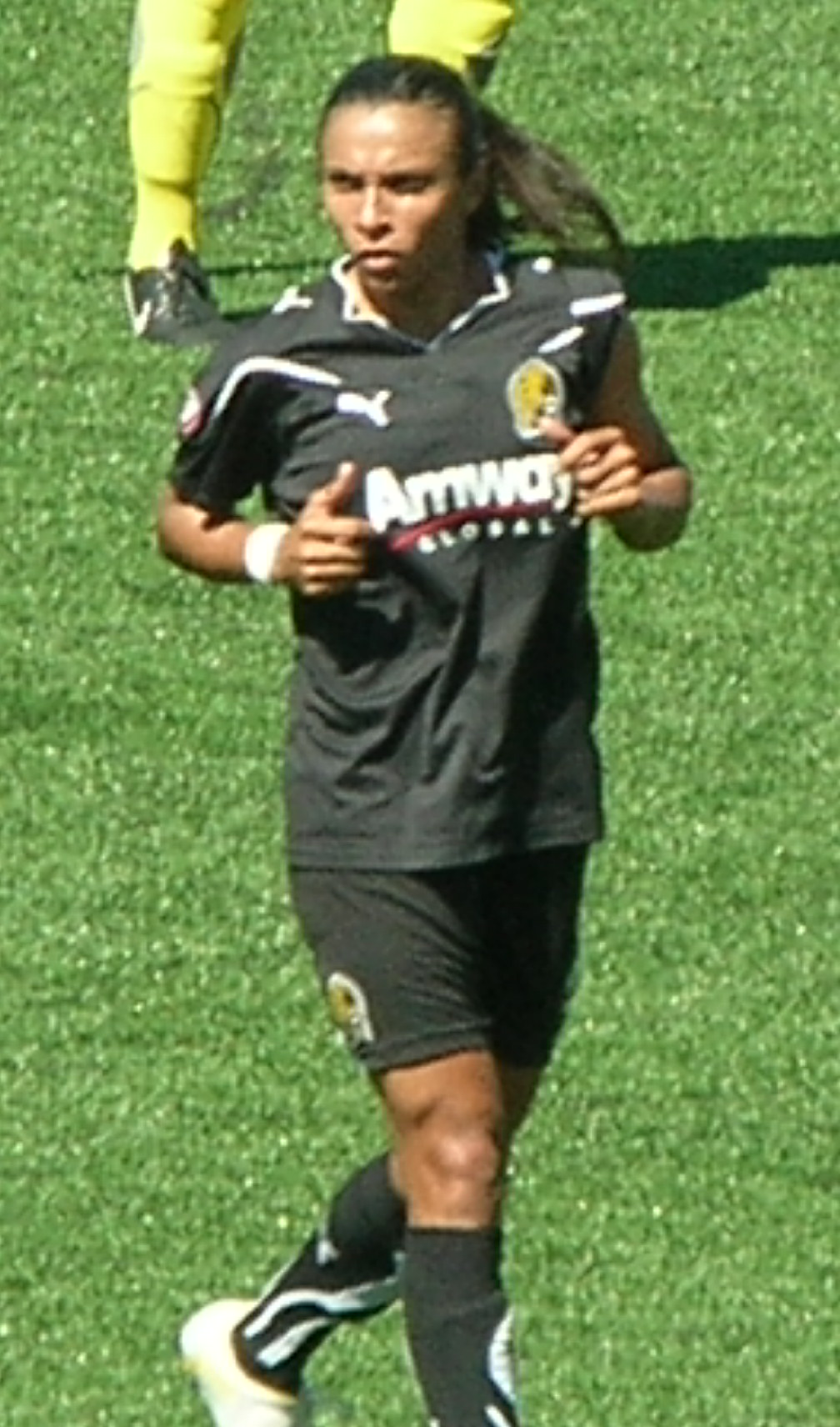
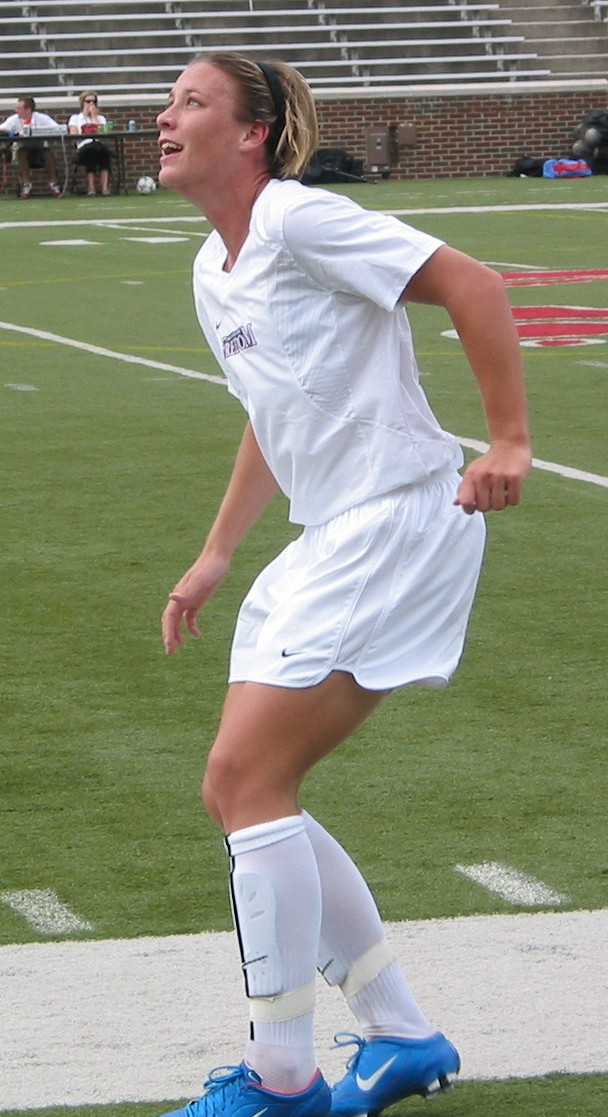

## مقالات ذات صلة
- جائزة الكرة الذهبية
- كرة الفيفا الذهبية
- مجلة فرانس فوتبول
- فيفا

## روابط خارجية
- الموقع الرسمي لكرة الفيفا الذهبية على موقع الفيفا.